# Régny
Régny é uma comuna francesa na região administrativa de Auvérnia-Ródano-Alpes, no departamento de Loire. Estende-se por uma área de 13,8 km². Em 2010 a comuna tinha 1 545 habitantes (densidade: 112 hab./km²).